# Anders Svanström
Anders Svanström, född 1766 i Strängnäs, död 26 oktober 1833 i Strängnäs, var en svensk orgelbyggare och fiolbyggare i Strängnäs. 

## Biografi
Svanström arbetade som orgelbyggare och violinbyggare i Strängnäs. Han lärde sig troligen bygga orglar i samband med Johan Ewerhardt den yngres orgelbygge i Strängnäs domkyrka år 1804. Svanström byggde orglar i Södermanland och Uppland. Han kritiserades av samtiden för att bygga instrument med teknisk bristfällighet.
Svanström arbetade som mjölnare vid Stadsmaden. Han gifte sig 20 december 1789 med Anna Brita Stenholm i Strängnäs. Svanström var borgare i Strängnäs. Han flyttade med familjen före 1799 till söder om Långgatan nummer 116 i Strängnäs. 1817 flyttade sonen Anders Peter hemifrån till Stockholm. Omkring 1824 flyttade dottern Anna Charlotta hemifrån. 1832 hamnade Svanström i Fattighuset. Han avled den 26 oktober 1833 i Strängnäs av ålderdom. Svanströms hustru avled några år senare 1837.

### Familj
Svanström gifte sig 20 december 1789 med Anna Brita Stenholm (1768–1837). Hon var dotter till borgaren Anders Stenholm och Anna Törnberg i Strängnäs. De fick tillsammans barnen Anders Peter (född 1801) och Anna Charlotta (född 1809).

## Instrument

### Orglar
| År        | Ursprunglig kyrka   | Stift     | Bild | Manualer | Pedal   | Stämmor | Bevarad orgel/fasad | Övrigt |
| --------- | ------------------- | --------- | ---- | -------- | ------- | ------- | ------------------- | --- |
| 1804      | Härads kyrka        | Strängnäs |      |          |         |         | Nej/Nej             | En ny orgel byggdes 1860 av Åkerman & Lund, Strängnäs. |
| 1806      | Kjula kyrka         | Strängnäs |      |          |         |         | Nej/Nej             | En ny orgel byggdes 1876 av Åkerman & Lund, Stockholm. |
| 1811      | Villberga kyrka     | Uppsala   |      |          |         | 12      | Nej/Ja              | En ny orgel byggdes 1908 av Erik Henrik Eriksson, Gävle. |
| 1813      | Härkeberga kyrka    | Uppsala   |      | 1        | Bihängd | 7       | Ja/Ja               | Orgeln renoverades och ombyggdes 1954 av Th Frobenius & Co, Lyngby, Danmark. |
| 1813–1814 | Löts kyrka, Uppland | Uppsala   |      |          |         | 10      | Nej/Ja              | En ny orgel byggdes 1908 av Erik Henrik Eriksson, Gävle. |
| 1815      | Österunda kyrka     | Uppsala   |      |          |         |         | Nej/Nej             | En ny orgel byggdes 1844 av Pehr Gullbergson, Lillkyrka. |
| 1820      | Ekerö kyrka         | Strängnäs |      |          |         |         | Nej/Nej             | Den 19 december 1819 hölls sockenstämma där församlings hade fått in tre bud från instrumentmakaren Pehr Strand för 1000, krigsrådet Anton Fredrik Kock för 1560 daler och Svanström för 466,34. Man valde att skriva kontrakt med Svanström. Målaren och åldermannen Johan Rubach, Stockholm fick i uppdrag att pryda och måla läktaren och orgeln. Orgeln stod färdig år 1820 och besiktades av Olof Åhlström. En ny orgel byggdes 1843 av Pehr Zacharias Strand, Stockholm. |
| 1822      | Överenhörna kyrka   | Strängnäs |      |          |         |         |                     | |

### Fioler
- Fiol som tillverkades 1797 av Svanström. Finns på Nordiska museet.
- Fiol som reparerades 1799 av Svanström. Finns på Göteborgs museum.[18]